# 12154 Callimachus
12154 Callimachus (tên chỉ định: 3329 T-1) là một tiểu hành tinh vành đai chính. Nó được phát hiện bởi Cornelis Johannes van Houten, Ingrid van Houten-Groeneveld, và Tom Gehrels ở Đài thiên văn Palomar ở Quận San Diego, California, ngày 26 tháng 3 năm 1971. Nó được đặt theo tên Callimachus, a Greek poet, critic, và scholar of the 3rd century BC.